# Gare de Berlin Grünbergallee
La gare de Berlin Grünbergallee est une gare ferroviaire allemande située à Berlin, dans le quartier d'Altglienicke. Elle est desservie par les lignes 9 et 45 du S-Bahn de Berlin.

## Histoire
En 1940, sur l'emprise de la gare de la S-Bahn actuelle, on construit le Güteraußenring pour le trafic de marchandises. L'ouverture aux passagers de la ligne entre Grünau et Lichtenrade a lieu le 26 juillet 1948. Le 15 mai 1949, le point de rupture est réalisé, il reçoit le nom de Grünberg Allee.
Après la mise en service de la ligne de la grande ceinture de Berlin en 1951, l'ouverture au trafic de passagers sur cette partie de l'anneau extérieur des marchandises est fixé avant mars 1952. Une gare Altglienicke sur la nouvelle voie est conçue, mais cela ne se produit pas, cela aurait limité la performance de la nouvelle voie. Ainsi, l'ancienne voie et avec elle la gare Grünberg Allee sont rétablies et servent au transport de passagers du 3 octobre 1954 au 31 mai 1958.
Le 24 avril 1959, la jonction Grünbergallee est mise en service à la gare aujourd'hui désaffectée. Une nouvelle voie de raccordement d'environ 1,5 km de long pour le trafic de marchandises relie à l'aéroport de Berlin-Schönefeld. Le 3 septembre 1963, elle est remplacée par la ligne de Berlin-Grünau à l'aéroport de Berlin-Schönefeld.
Initialement une gare de Falkenhöhe devrait remplacer les deux gares Grünbergallee et Schönefeld Siedlung fermées en 1958. Finalement on décide de construire la gare de Grünbergallee en 1962 au niveau du sol, avec un pont piétonnier qui relie la plateforme aux maisons environnantes. Le toit est bâti seulement après 1990.

## Service des voyageurs

### Desserte
La gare est un arrêt pour les lignes 9, qui relie Spandau à l'aéroport de Berlin, et 45, qui relie Südkreuz à l'aéroport, du S-Bahn de Berlin.

### Intermodalité
Depuis le 14 décembre 2014, le bus no 160 de la BVG ne s'arrête plus à la gare, mais les lignes no 163 et 734 s'arrêtent à proximité.